# Stenstugu skog
Stenstugu skog är ett naturreservat i Kräklingbo socken i Region Gotland på Gotland.
Området är naturskyddat sedan 2007 och är 57 hektar stort. Reservatet består av en barrblandskog som använts som betesmark. 